# 서천고등학교 (충남)
서천고등학교(舒川高等學校)는 대한민국 충청남도 서천군 서천읍 사곡리에 있는 공립 고등학교이다.

## 학교 연혁
- 1953년 5월 29일 : 문교 제969호 학급 설립 인가
- 1953년 7월 10일 : 개교, 제1회 입학식
- 1955년 4월 21일 : 학칙 변경 6학급 인가
- 1974년 10월 29일 : 서천읍 사곡리 현 교사로 이전
- 2021년 3월 1일 : 학칙 변경 16학급 인가
- 2024년 1월 10일 : 제69회 졸업식(졸업생 88명, 누적 13,860명)
- 2024년 3월 4일 : 2024학년도 입학식(97명 입학)
- 2024년 9월 1일 : 제31대 강용중 교장 취임

## 참고 자료
- 서천고등학교 - 한국교육학술정보원 학교알리미